# アルブフェーラ自然公園

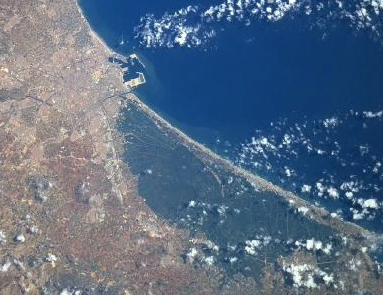
アルブフェーラ湖の衛星写真

アルブフェーラ自然公園（アルブフェーラしぜんこうえん、スペイン語: Parque Natural de la Albufera, アラビア語: البحيرة al-buhayra「小さな海」）は、スペイン・バレンシア州バレンシア県にある自然公園。アルブフェーラ潟を中心とする。

## 歴史
アルブフェーラはローマ人にStagnum Nacarumの名で知られ、アラビア語の詩では「太陽の鏡」(Espejo del sol)と呼ばれた。
1986年7月23日、バレンシア州政府はバレンシア市の南約10km地点にある、潟、湿地、島からなる21,120ヘクタールを自然公園に指定した。

## 地理

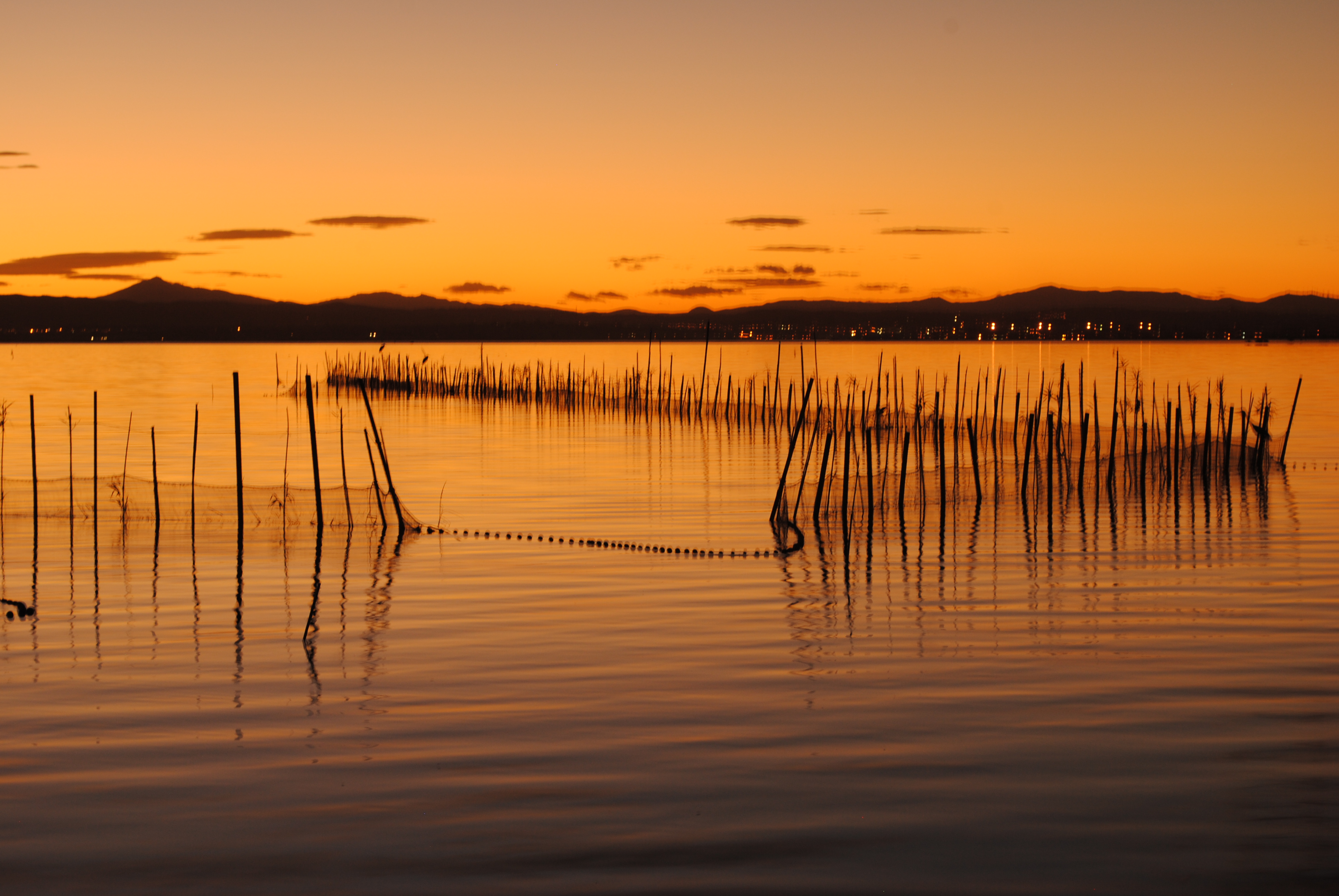
夕暮れ時のアルブフェーラ

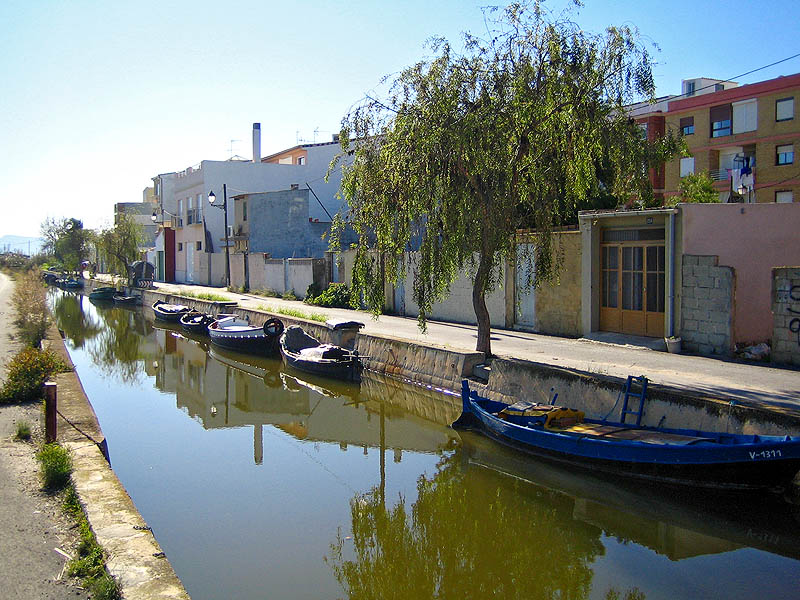
エル・パルマルの運河

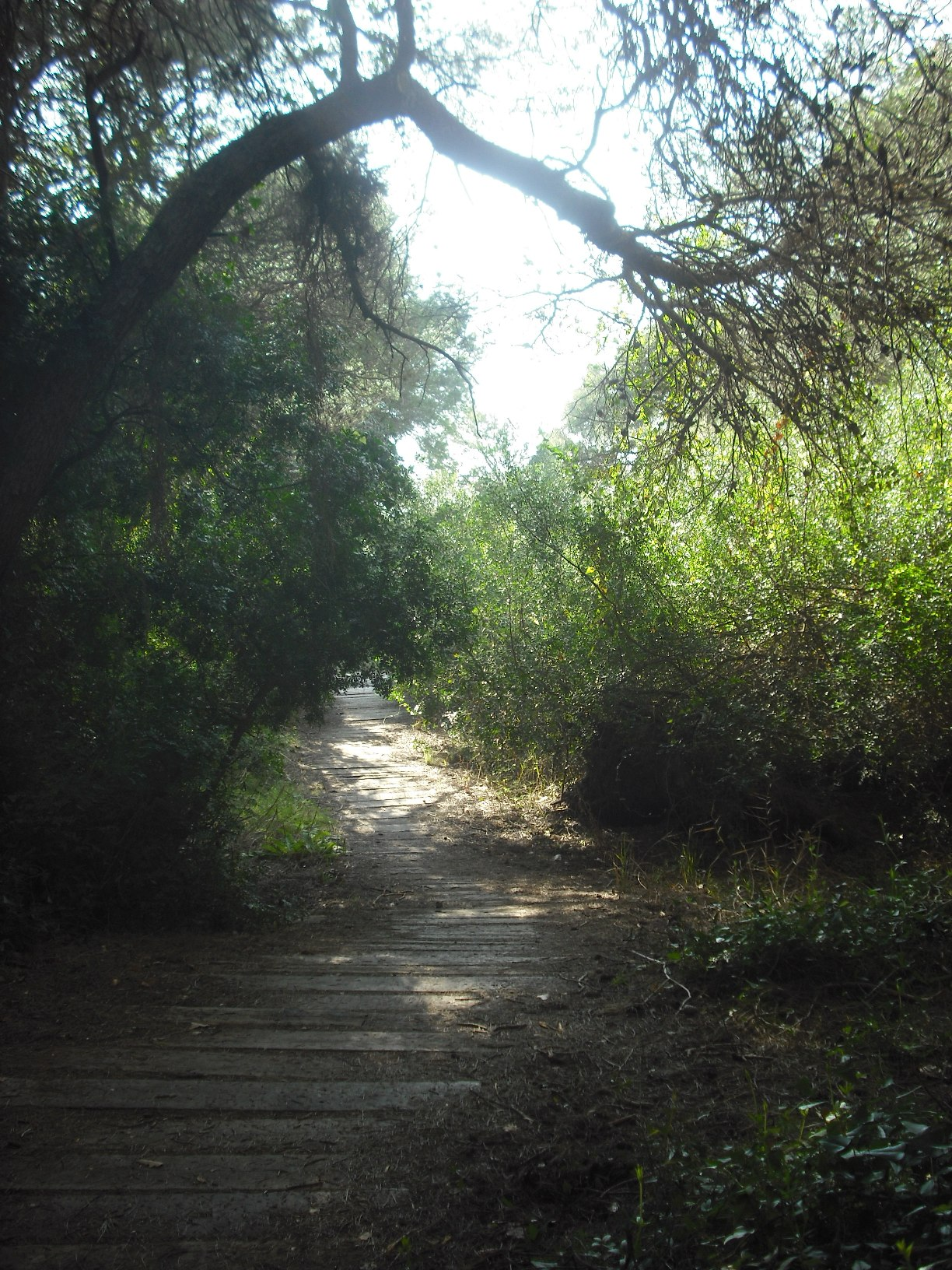
砂丘に広がる林

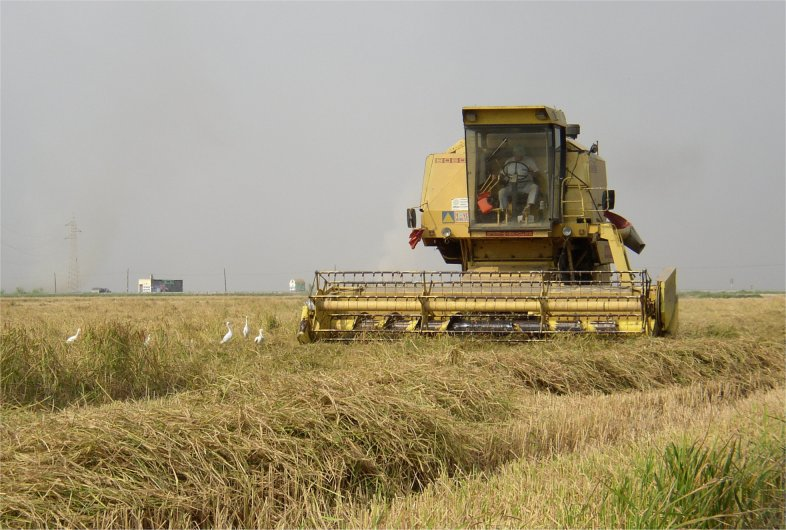
アルブフェーラでの稲刈り

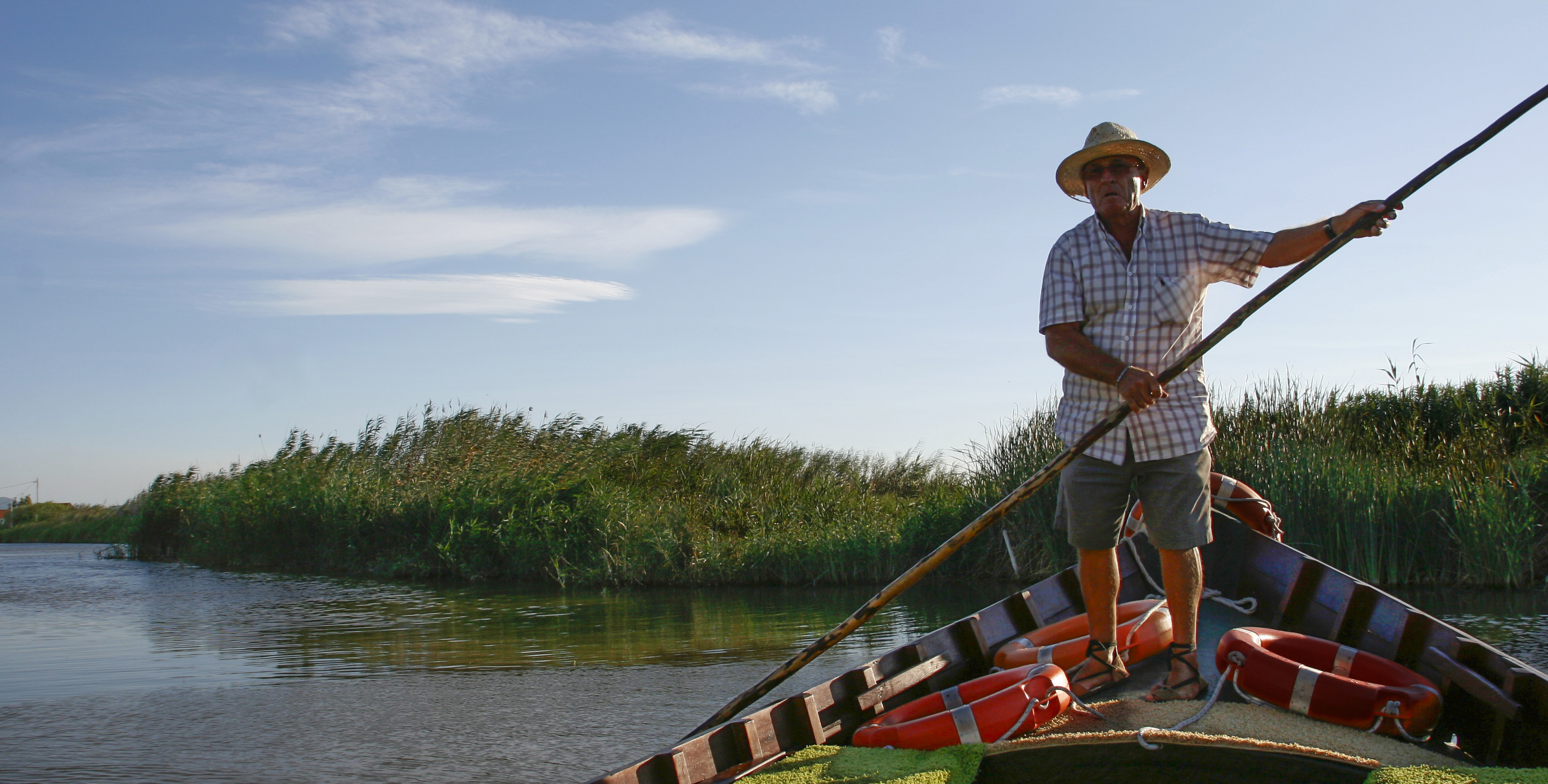
アルブフェーラの漁師

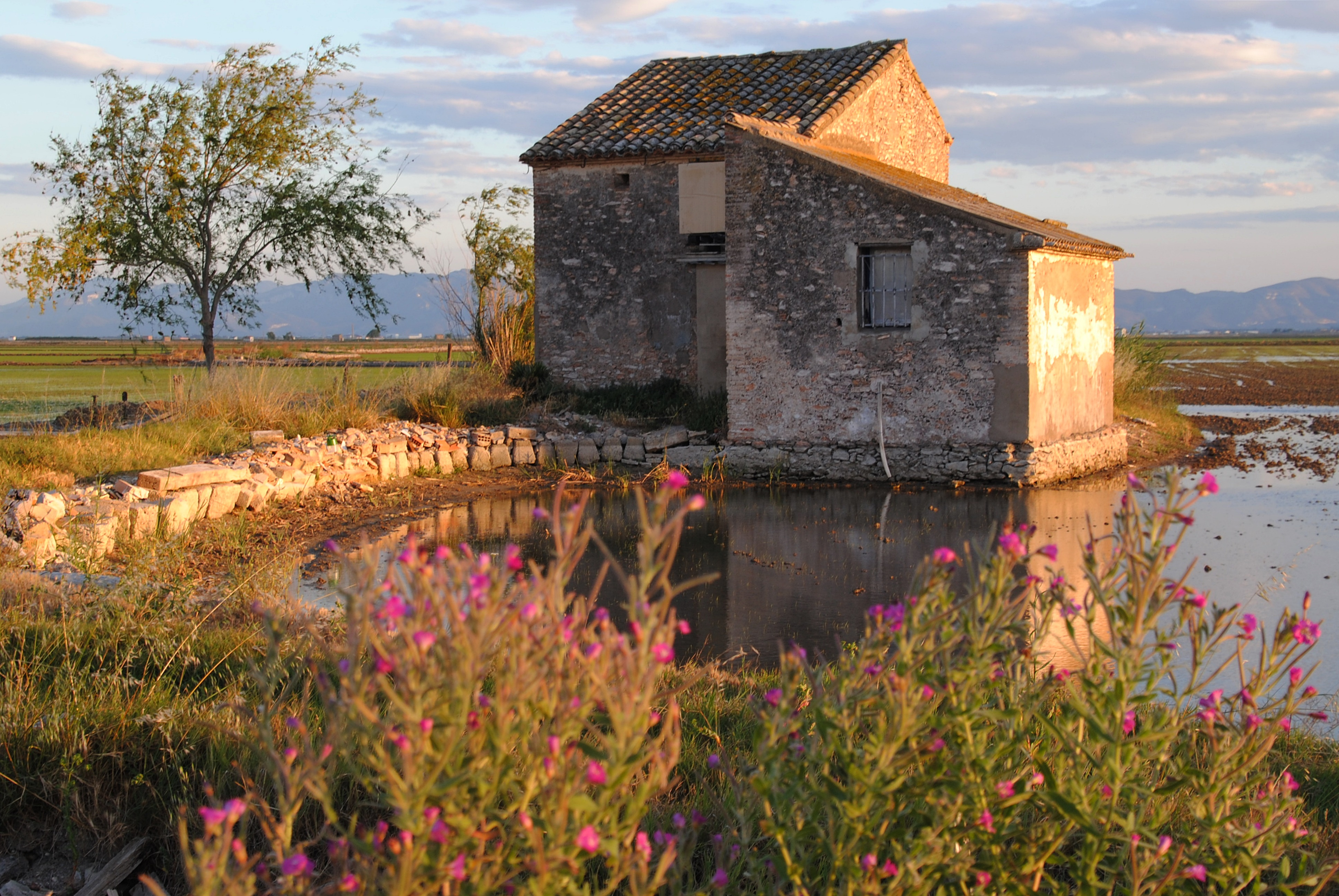
アルブフェーラ湖岸の農家

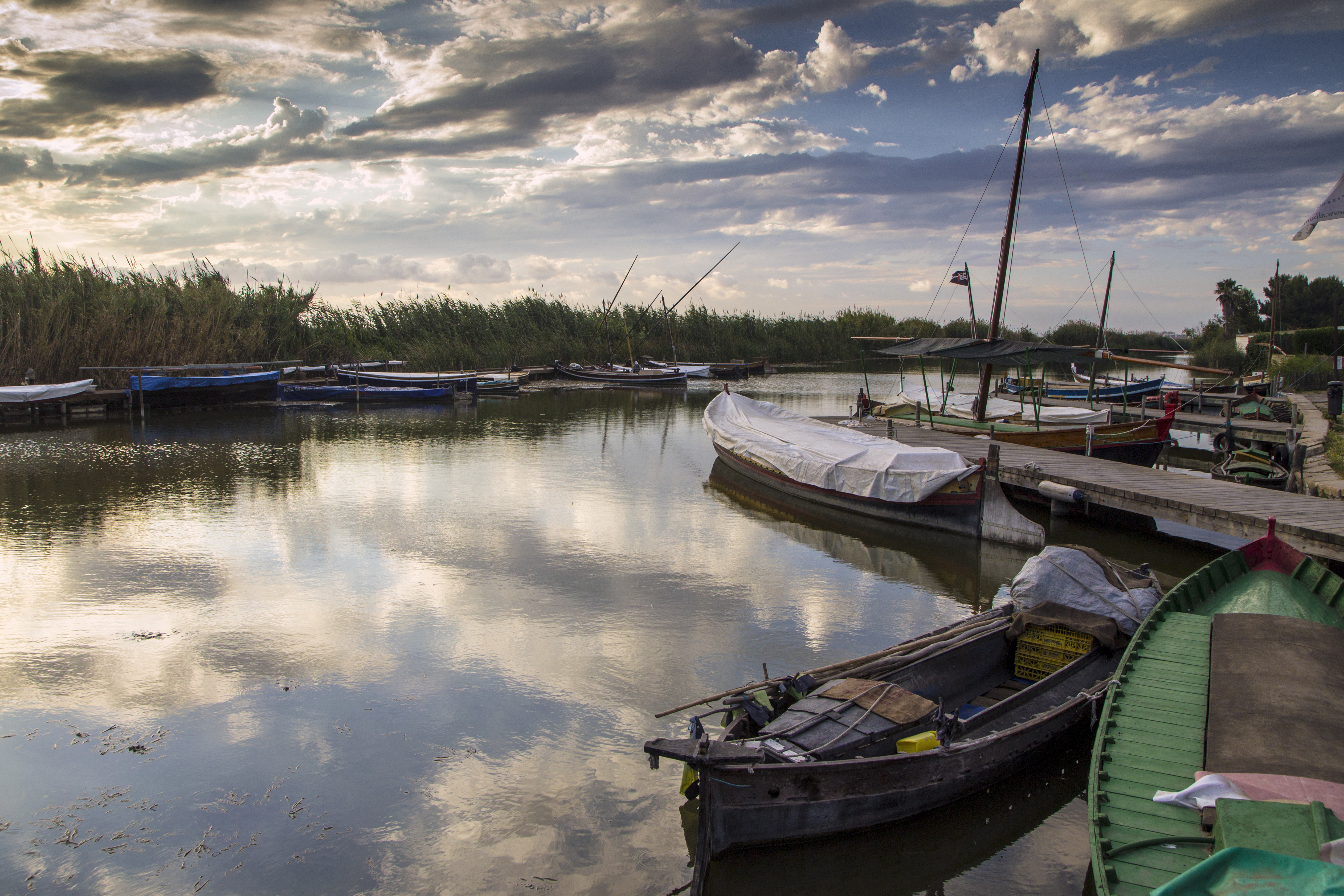
アルブフェーラ湖岸の船着き場

アルブフェーラはバレンシア市のすぐ南にある地中海に面した塩水の潟である。平均水深は約1m、面積は23.94km2で、周囲には稲作が行われる田が223km2ある。潟の周囲の盆地は917.1km2あり、海水面の高さから標高約1,000mまで伸びている。海と潟は砂でできた狭い砂嘴で隔てられている。デエサのマツ林のデエサ・デル・サレル（Dehesa del Saler）で砂丘の砂が固定されている。アルブフェーラはハシビロガモ、アカハシハジロ、ブロンズトキ、カンムリサギ、ハシブトアジサシなどの多種多様な渡り鳥の中継地であり、1989年にラムサール条約登録地となった。
絶滅が危惧される動植物があるため、この潟の環境的価値は大きい。この湖は数少ない塩水の混じった潟であり、地中海沿岸に大小の潟と湿地が広がるバレンシア州内でも保存状態が良い。
なお、アルブフェーラ湖はイベリア半島内にある自然にできた湖の中で最大の面積を誇る。

## 歴史
更新世に湾が砂嘴で閉ざされてアルブフェーラ潟が形成された。潟と海が最後に隔てられたのはローマ時代であり、当時の面積は約30,000ヘクタールであったとされる。
イベリア半島がイスラム教徒に支配されていた時代、サラゴサのターイファを治めていたアル＝ムスタイン2世は、エル・シッドから同盟の証として潟を受け取った。
漁業が法的に認められたのは1250年以降である。ルフサ村（現在はバレンシア市）の村人たちがエル・パルマル島に移り住んで、より便利にたやすく魚をとることができたからである。ハイメ1世は、「バレンシア王国内では、バレンシア市の果てと市外は王子の世襲財産に加えることとする」とした。
1250年、バレンシア王国の王領であったモレリャで、特権が与えられた。潟で魚をとった者は、その1/5を税として納めることという内容である。
湖の利権に関する法令、そして実際の批准は、歴代の王たちが行ってきた。
1671年、潟やその周辺への立ち入りが禁止された。動植物相の何もかもがすばらしい状態で保存されるようになった。カルロス3世の布告が再び変わり、アルブフェーラを狩猟地として貸し出し始めた。
19世紀、ホセ1世はフランスの将軍スーシェにアルブフェーラ公の称号を与えた。
1865年、6世紀以上にわたって王領であったアルブフェーラ潟が国の所有となった。1911年、バレンシア市が湖とマツ林の新たな所有者となった。
時が経つにつれてコメを中心とする耕作地帯が拡大されたことで、現在の面積は2,800ヘクタールまで減少している。

## 自然環境
アルブフェーラ潟とその湿地帯は地中海性気候である。年平均気温は17.8℃である。年降水量は454mmで、秋に集中して降る。
多くの溝や、流水で浸食された峡谷によって、川の水が潟に注いでいる。潟はそのものが貯水池でもあるが、水の多くはフカル川とトゥリア川から流れ込む。ローマ時代とアラブ支配時代から、一帯は広範囲に広がる溝や灌漑用運河を誇ってきた。
湿地帯はかつては潟の一部であったが、現在は稲作が行われており、公園面積のうち14,000ヘクタールを占める。湿地沿いにウリャス（ullas）と呼ばれる真水の水源が約50箇所点在している。この清らかな水源が魚類の絶滅危惧種の保存に貢献している。

### 植物相
- 海に面した沿岸砂丘地帯 - クロウメモドキ科のRhamnus alaternus、ウルシ科のマスティクス（英語版）
- 塩が溜まった湿地帯 - イネ科のSpartina maritima、アイスプラント
- 地中海性森林とマッキア低木林（スペイン語版） - アレッポマツ、ギョリュウ科のTamarix africana、セイヨウネズ、ブナ科のケルメスオーク（英語版）、ギンバイカ、タイム、マメ科のGenista scorpius、ローズマリー、セイボリー、ヤシ科のチャボトウジュロ（英語版）

上記の他、真水の湿地にはダンチク、ガマ、カレックス、イネ科のAmmophila arenariaが見られる。

### 動物相
非常に多様な動物が生息する。魚類においてはメダカ科のAphanius iberusとValencia hispanicaが絶滅危惧種となっている。ウナギ、シーバス、ボラが漁業資源となっている。
この自然公園は家禽類が豊富で、カモ科のアカハシハジロが1万羽以上いる。ハシビロガモとマガモが2万羽以上いる。
また、注目すべきサギの生息地である。アマサギ、カンムリサギ、アオサギも見られる。そのほかにアジサシ、セイタカシギ、ウスユキガモ、カモメがいる。

### 狩猟
アルテロンスの名で知られる浅地は狩猟の盛んな場所である。一部の歴史家は、イスラム時代から王侯がここで狩猟を行ってきたとする。レコンキスタ後、アラゴンやスペインの王たちがここを狩猟地としてきた。豊富なシカ、イノシシ、ウサギや水鳥がいたことが、時代ごとに記されてきた。潟の区画外での狩猟は比較的最近行われるもので、以前は1830年以降から1年ごとに行われた。現在、スエカ、クリェラ、シリャにおいて狩猟は禁止されており、11月末から1月半ばの土曜日に一日8時間に限って許可されている。

### 漁業
アラブ支配時代から豊富な水揚げを誇ってきた。アラゴン王たちは水揚げされる魚に税を課していた。今日、乱獲や水質汚染の影響で、ボラのみが漁業の対象となっており、ウナギやシーバスは段階的に禁止されている。